# Crotaphytus dickersonae
Espèce
Synonymes
- Crotaphytus insularis dickersonae Schmidt, 1922

Statut de conservation UICN

 LC  : Préoccupation mineure
Crotaphytus dickersonae est une espèce de sauriens de la famille des Crotaphytidae.

## Répartition
Cette espèce est endémique du Mexique. Elle se rencontre au Sonora et en Basse-Californie.

## Étymologie
Cette espèce est nommée en l'honneur de Mary Cynthia Dickerson.

## Publication originale
- Schmidt, 1922 : The Amphibians and Reptiles of Lower California and the Neighboring Islands. Bulletin of the American Museum of Natural History, vol. 46, no 11, p. 607-707 (texte intégral).